# ミニマム・ディスタンス・ダブル・ドロップ
ミニマム・ディスタンス・ダブルドロップ（Minimum Distance Double Drop、通称MNDD）は熱気球競技における種目の一つである。

## 概要
大会主催者側がある区域を二つ以上設定し、競技者はそれらのエリアに二つのマーカーを投下する競技。二つのマーカー間が最短距離である競技者が、最も良い成績を得られる。マキシマム・ディスタンス・ダブルドロップ (MXDD) との違いは、距離の最短と最長を競う点にある。また、パイロット・デクレアド・ゴール (PDG)、フライオン・タスク (FON)、フライイン・タスク (FIN)と複合して行われる場合が多い。

## 他の競技種目
- ジャッジ・デクレアド・ゴール(JDG)
- フライイン・タスク(FIN)
- パイロット・デクレアド・ゴール(PDG)
- フライオン・タスク(FON)
- ヘジテーション・ワルツ(HWZ)
- ヘア・アンド・ハウンド(HNH)
- ミニマム・ディスタンス(MND)
- マキシマム・ディスタンス(MXD)
- マキシマム・ディスタンス・ダブルドロップ(MXDD)
- エルボー・タスク(ELB)
- カリキュレイテッド・レイティング・アクセス・タスク(CRAT)